# Poicephalus gulielmi
Poicephalus gulielmi là một loài chim trong họ Psittacidae.